# Franz Jakob Clemens
Jakob Franz Friedrich Clemens (* 4. Oktober 1815 in Koblenz; † 24. Februar 1862 in Rom) war ein deutscher Philosoph und Schriftsteller.
Im Jesuitenkollegium zu Freiburg gebildet, war er ab 1843 Privatdozent in Bonn und ab 1856 Professor der Philosophie zu Münster. Als Lehrer und Schriftsteller verfolgte er die mittelalterlich-kirchliche Tendenz, die Unterordnung der Philosophie unter die Offenbarung und die kirchliche Lehrautorität zu verlangen, besonders in seiner historisch wertvollen Schrift Giordano Bruno und Nicolaus von Kues (Bonn 1847) sowie als Gegner Günthers und Kuhns trat er hervor.
Vom 18. Mai 1848 bis zum 1. Mai 1849 war er Abgeordneter für den 23. Wahlkreis Rheinland in Linnich in der Frankfurter Nationalversammlung.
Die Gründung des Vincenzvereins ging auf eine seiner Reden als Anregung auf dem ersten Deutschen Katholikentag 1848 in Mainz hervor.
Seine Schwester Barbara war mit Joseph Lingens verheiratet.

## Werke
- Giordano Bruno und Nikolaus von Kusa Reprinted in Early Studies of Giordano Bruno (Series of reprints: Bartholmèss 1846–47; Clemens 1847, Frith 1887; Tocco 1889–1892), 6 vols. ed. with Introduction and Bibliography by Paul Richard Blum, Bristol (Thoemmes Press) 2000
- Die spekulative Theologie Günthers und die katholische Kirchenlehre (Köln 1853)
- Die Wahrheit in dem Streit über Philosophie und Theologie (Münster 1860).